# Gouvernement Ahmed Sékou Touré
 Louis Lansana Béavogui
Le gouvernement Sékou Touré exerçait le pouvoir exécutif de la république de Guinée depuis l'indépendance le 28 septembre 1958 jusqu'à la création du poste de Premier ministre le 26 avril 1972 en faveur de Louis Béavogui. Ce gouvernement fut au pouvoir jusqu'au coup d'État sans effusion de sang mené par le colonel Lansana Conté le 3 avril 1984 après la mort du président Sékou Touré le 26 mars 1984.
Pendant une grande partie de cette période, le pays était dirigé par un groupe interne très soudé.

## Composition

### Conseil transitoire de 1957
Le 9 mai 1957, le conseil de la transition vers l'indépendance est annoncé et composée des membres suivants :
| Portefeuille                                      | Titulaire | Titulaire              | Parti      |
| ------------------------------------------------- | --------- | ---------------------- | ---------- |
| Président du Conseil                              |           | Jean Ramadier          | gouverneur |
| Vice-président                                    |           | Sékou Touré            | PDG        |
| Ministre de la Santé                              |           | Najib Roger Accar      | PDG        |
| Ministre de l'Intérieur                           |           | Fodéba Keïta           | PDG        |
| Ministre des Finances                             |           | Alioune Dramé          | PDG        |
| Ministre des Affaires publiques                   |           | Damantang Camara       | PDG        |
| Ministre de TP                                    |           | Ismaël Touré           | PDG        |
| Ministre de la Coopération                        |           | Abdourahmane Diallo    | PDG        |
| Ministre du Travail et des Affaires sociales      |           | Bengaly Camara         | PDG        |
| Ministre de la Production                         |           | Jean Eugene Mignard    |            |
| Ministre de l'Éducation (1er et 2e niveau)        |           | Faraban Camara         | PDG        |
| Ministre de l'Enseignement technique              |           | Michel Collet          |            |
| Ministre du Commerce, de l'Industrie et des Mines |           | Louis Lansana Beavogui | PDG        |

### Gouvernement du 10 novembre 1958
Le premier conseil après l'indépendance, annoncé le 10 novembre 1958, était composé des membres suivants :
| Portefeuille                                                                 | Titulaire | Titulaire              | Parti |
| ---------------------------------------------------------------------------- | --------- | ---------------------- | ----- |
| Président de la République Ministre des Affaires étrangères et de la Défense |           | Sékou Touré            | PDG   |
| secrétaire d'État                                                            |           | Barry III              | PDG   |
| Secrétaire d'État à la présidence                                            |           | Fodé Cissé             | PDG   |
| Secrétaire d'État à la présidence                                            |           | N'Famara Kéita         | PDG   |
| Ministre des Finances                                                        |           | Alioune Dramé          | PDG   |
| Secrétaire d'État aux Douanes et au Trésor                                   |           | Ousmane Baldet         | PDG   |
| Ministre de l'Intérieur et de la Sécurité                                    |           | Fodébe Kéita           | PDG   |
| Secrétaire d'État à l'Information                                            |           | Alassane Diop          | PDG   |
| Ministre de la Justice                                                       |           | Damantan Camara        | PDG   |
| Ministre des TP, PTT et Transports                                           |           | Ismaël Touré           | PDG   |
| Ministre des Affaires économiques et de la Planification                     |           | Louis Lansana Béavogui | PDG   |
| Ministre de l'Économie rurale                                                |           | Abdourahmane Diallo    | PDG   |
| Ministre de l'Éducation                                                      |           | Barry Diawadou         | PDG   |
| Ministre de la Formation technique                                           |           | Michel Collet          | PDG   |
| Ministre de la Santé                                                         |           | Accar Roger Najib      | PDG   |
| Ministre du Travail et des Affaires sociales                                 |           | Bangaly Camara         | PDG   |

### Gouvernement du1erjanvier 1963
Le conseil de 1963, annoncé le 1er janvier 1963, comprenait les membres suivants :
| Portefeuille                                                                  | Titulaire | Titulaire              | Parti |
| ----------------------------------------------------------------------------- | --------- | ---------------------- | ----- |
| Président de la République                                                    |           | Sékou Touré            | PDG   |
| Ministre d'État à la Justice                                                  |           | Saifoulaye Diallo      | PDG   |
| Secrétaire d'État                                                             |           | Balla Camara           | PDG   |
| Ministre des Affaires étrangères                                              |           | Louis Lansana Beavogui | PDG   |
| Ministre de la Défense nationale                                              |           | Fodéba Keïta           | PDG   |
| Ministre de l'Économie, du TP, de l'Industrie, de l'Énergie et de l'Urbanisme |           | Ismaël Touré           | PDG   |
| Secrétaire à l'Environnement                                                  |           | Fodé Cissé             | PDG   |
| Ministre de la Santé et des Affaires sociales                                 |           | Abdourahmane Diallo    | PDG   |
| Secrétaire d'État aux Affaires sociales                                       |           | Loffo Camara           | PDG   |
| Ministre des Finances                                                         |           | Moussa Diakité         | PDG   |
| Ministre du Commerce                                                          |           | N'Famara Keïta         | PDG   |
| Ministre de l'Économie rurale                                                 |           | Ibrahima Sory Barry    | PDG   |
| Ministre du Plan                                                              |           | Barry III              | PDG   |
| Ministre de l'Éducation nationale et de la Jeunesse                           |           | Seydou Conté           | PDG   |
| Ministre des Affaires publiques                                               |           | Fode Mamoudou Touré    | PDG   |
| Ministre des PT, de l'Information et du Tourisme                              |           | Alhassane Diop         | PDG   |
| Secrétaire d'État à l'Information                                             |           | Alpha Amadou Diallo    | PDG   |
| Ministre des Transports                                                       |           | Najib Roger Accar      | PDG   |

### Gouvernement du1erfévrier 1964
Le 1er février 1964, certains ministres ont changé d'emploi :
| Portefeuille                                                                  | Titulaire | Titulaire              | Parti |
| ----------------------------------------------------------------------------- | --------- | ---------------------- | ----- |
| Président de la République                                                    |           | Sékou Touré            | PDG   |
| Vice-président                                                                |           | N'Famara Keïta         | PDG   |
| Ministre d'État à la Justice                                                  |           | Moussa Diakité         | PDG   |
| Secrétaire d'État                                                             |           | Balla Camara           | PDG   |
| Ministre des Affaires étrangères                                              |           | Louis Lansana Beavogui | PDG   |
| Ministre de la Défense nationale                                              |           | Fodéba Keïta           | PDG   |
| Ministre de l'Économie, du TP, de l'Industrie, de l'Énergie et de l'Urbanisme |           | Ismaël Touré           | PDG   |
| Secrétaire à l'Environnement                                                  |           | Fodé Cissé             | PDG   |
| Ministre de la Santé et des Affaires sociales                                 |           | Abdourahmane Diallo    | PDG   |
| Secrétaire d'État aux Affaires sociales                                       |           | Loffo Camara           | PDG   |
| Ministre des Finances                                                         |           | Balla Camara           | PDG   |
| Ministre du Commerce                                                          |           | Barry III              | PDG   |
| Ministre de l'Économie rurale                                                 |           | Ibrahima Sory Barry    | PDG   |
| Ministre de l'Éducation nationale et de la Jeunesse                           |           | Seydou Conté           | PDG   |
| Ministre des Affaires publiques                                               |           | Fode Mamoudou Touré    | PDG   |
| Ministre des PT, de l'Information et du Tourisme                              |           | Alhassane Diop         | PDG   |
| Secrétaire d'État à l'Information                                             |           | Alpha Amadou Diallo    | PDG   |
| Ministre des Transports                                                       |           | Najib Roger Accar      | PDG   |
| Ministre d'État aux Finances et à la Planification                            |           | Saifoulaye Diallo      | PDG   |

### Remaniement du 8 novembre 1964
Le 8 novembre 1964, les positions ont été annoncées comme suivent :
| Portefeuille                                              | Titulaire | Titulaire              |     |
| --------------------------------------------------------- | --------- | ---------------------- | --- |
| Président de la République                                |           | Sékou Touré            | PDG |
| Ministre d'État Ministre des Finances et du Plan          |           | Saifoulaye Diallo      | PDG |
| Secrétaire d'État à l'Information et au Tourisme          |           | Nabi Youla             | PDG |
| Secrétaire d'État à la Justice                            |           | Toumani Sangare        | PDG |
| Secrétaire d'État et ministre d'État                      |           | Ousmane Baldé          | PDG |
| Ministre du Développement économique                      |           | Ismaël Touré           | PDG |
| Ministre des Affaires étrangères                          |           | Louis Lansana Beavogui | PDG |
| Secrétaire au Développement économique                    |           | Karim Fofana           | PDG |
| Ministre du Commerce et des Banques                       |           | Moussa Diakité         | PDG |
| Ministre de la Défense et de la Sécurité                  |           | Fodéba Keïta           | PDG |
| Secrétaire d'État à la Défense nationale et à la Sécurité |           | Moriba Magassouba      | PDG |
| Ministre du Commerce intérieur                            |           | Balla Camara           | PDG |
| Ministre des Affaires publiques et du Travail             |           | Fode Mamoudou Toure    | PDG |
| Secrétaire d'État au Travail                              |           | Oumar Deen Camara      | PDG |
| Ministre de l'Éducation                                   |           | Seydou Conté           | PDG |
| Ministre des Postes et des Télécommunications             |           | Alhassane Diop         | PDG |
| Ministre de l'Économie rurale                             |           | Sori Barry             | PDG |
| Ministre des Transports                                   |           | Najib Roger Accar      | PDG |
| Ministre de la Santé et des Affaires sociales             |           | Alpha Amadou Diallo    | PDG |
| Secrétaire d'État aux Affaires sociales                   |           | Loffo Camara           | PDG |
| Ministre de Kankan                                        |           | Abdourahmane Diallo    | PDG |
| Ministre de Labé                                          |           | Lansana Diané          | PDG |
| Ministre de Macenta                                       |           | N'Famara Keita         | PDG |
| Ministre de Kindia                                        |           | Mamadi Kaba            | PDG |

### Gouvernement du 19 janvier 1968
Un nouveau cabinet a été annoncé le 19 janvier 1968, :
| Portefeuille                                                                             | Titulaire | Titulaire              | Parti |
| ---------------------------------------------------------------------------------------- | --------- | ---------------------- | ----- |
| Président de la République                                                               |           | Sékou Touré            | PDG   |
| Ministre des Finances et des Banques                                                     |           | Saifoulaye Diallo      | PDG   |
| Secrétaire d'État aux Finances                                                           |           | Ousmane Balde          | PDG   |
| Ministre des Affaires extérieures                                                        |           | Louis Lansana Beavogui | PDG   |
| Secrétaire d'État aux Affaires étrangères                                                |           | Alpha Amadou Diallo    | PDG   |
| Ministre du Développement économique, de l'Agriculture, de l'Industrie et des Mines      |           | Ismaël Touré           | PDG   |
| Secrétaire d'État aux Travaux publics                                                    |           | Karim Fofana           | PDG   |
| Secrétaire d'État à l'Agriculture                                                        |           | Fodeba Keita           | PDG   |
| Ministre du Commerce, des Transports, des Postes et des Télécommunications               |           | N'Famara Keita         | PDG   |
| Secrétaire d'État aux Transports                                                         |           | Alhassane Diop         | PDG   |
| Secrétaire d'État aux PT                                                                 |           | Sory Barry             | PDG   |
| Ministre des Services sociaux, de la Santé, de l'Éducation, de la Jeunesse et du travail |           | Mamouna Touré          | PDG   |
| Secrétaire d'État à l'Éducation                                                          |           | Tibou Tounkara         | PDG   |
| Secrétaire d'État au Travail                                                             |           | Moriba Magassouba      | PDG   |
| Secrétaire d'État aux Affaires sociales                                                  |           | Loffo Camara           | PDG   |
| Ministre de l'Armée populaire et de la Fonction publique                                 |           | Lansana Diané          | PDG   |
| Secrétaire d'État sans portefeuille                                                      |           | Abdourahmane Diallo    | PDG   |
| Secrétaire d'État à l'Information                                                        |           | Alpha Amadou Diallo    | PDG   |
| Secrétaire d'État à l'Intérieur                                                          |           | Mathos Marcel          | PDG   |
| Secrétaire d'État à la Justice                                                           |           | Fodé Mamoudou Touré    | PDG   |
| Ministre de la Région forestière                                                         |           | Moussa Diakité         | PDG   |
| Ministre de la Haute-Guinée                                                              |           | Mamadi Kaba            | PDG   |
| Ministre de la Moyenne-Guinée                                                            |           | Toumani Sangaré        | PDG   |
| Ministre de la Guinée maritime                                                           |           | Damantang Camara       | PDG   |

1962-1969 votes reçus
Le Bureau politique national était à l'origine composé de 17 membres élus tous les trois ans au congrès. Les membres entre le 31 décembre 1962 et le 17 septembre 1969, en nombre de voix obtenues, étaient :
- Sekou Touré
- Saüfoulaye Diallo
- Camara Loffo
- Bangoura Mafory
- Louis Lansana Beavogui
- Ismaël Touré
- Moussa Diakité
- Keita Nfamara
- Lansana Diané
- Abdourahmane Diallo
- Jean Tounkara Faragué
- Mamadou Fofana
- Camara Damantang
- Mamady Kaba
- Camara Bengaly
- Léo Maka
- Daouda Camara

D'autres changements sont survenus en 1969 et à la suite de la tentative de coup d'État en 1970.